# Télégraphe (stanice metra v Paříži)
Télégraphe je nepřestupní stanice pařížského metra na lince 11, která leží na hranicích 19. a 20. obvodu v Paříži ve východní části města. Nachází se na křižovatce ulic Rue du Télégraphe a Rue de Belleville.

## Historie
Stanice byla otevřena 28. dubna 1935 jako součást prvního úseku linky 11 mezi stanicemi Châtelet a Porte des Lilas. Vzhledem k velké hloubce, ve které se stanice nachází (20 metrů) a jejímu umístění v nestabilním terénu, byly při stavbě obě koleje odděleny středním pilířem.

## Název
Stanice je pojmenována podle Rue du Télégraphe, která tento název dostala proto, že na nedalekém pahorku instaloval francouzský fyzik Claude Chappe (1763-1805) svůj vynález – semaforový telegraf.